# Pankow (groupe)
Pour les articles homonymes, voir Pankow.
Pankow (souvent orthographié en cyrillique ПAНКОВ) est un groupe italien de musique industrielle, originaire de Florence. Le groupe, aujourd'hui considéré par certains comme l'un des groupes italiens les plus célèbres au monde, est considéré aux États-Unis comme l'un des groupes les plus importants de la scène industrielle, bien que les Américains utilisent ce terme avec une compréhension qui englobe un spectre plus large et plus générique qu'en Europe.

## Histoire
Le groupe formé en 1979 à Florence et débute en 1982 avec un split 7" avec Diaframma intitulé Circuito chiuso/Wither et publié chez Industrie Discografiche Lacerba, avec un line-up comprenant Mario Massa à la basse, Mauro Fasolo à la batterie, Sergio Pani au saxophone, Massimo Michelotti et Maurizio Fasolo aux synthétiseurs et Valerio Viti au chant. À ce stade précoce, le groupe est encore loin de développer les sonorités qui le caractériseront plus tard. Leurs sonorités s'approchaient plutôt, comme celles d'autres groupes florentins, de la dark wave inspirée de Joy Division. Tout au long de cette première phase, il y a eu de nombreux changements de composition jusqu'à ce qu'ils atteignent une relative stabilité avec Maurizio Fasolo (fm), Alex Spalck, Paolo Favati et Alex Gimignani. Le premier album du groupe date de 1983.

« Ne pouvant nous étiqueter EBM, car la scène n'existait pas encore, le terme 'industriel' a été utilisé pour définir notre musique, même si en réalité nous, en tant que Pankow, n'avons jamais rien eu à voir avec l'approche qui caractérise ce monde. Le bruit en tant que fin en soi ne nous intéresse pas, nous avons toujours donné plus d'importance à des éléments tels que le rythme et le son »

— Maurizio Fasolo
C'est avec cette formation que Pankow réalise sa première cassette dans laquelle les lignes directrices qu'ils développeront plus tard apparaissent clairement. Throw Out Rite sort ensuite sur cassette pour Electric Eye de Claudio Sorge en 1983, développant ainsi les sonorités rythmiques et mécaniques qui composent les morceaux dancefloor tels que Das Vodkalied ou Wait and Search, alternant avec des ballades cybernétiques comme Destiny et I'm Food for You et des moments plus expérimentaux comme dans Rendez-vous dans un bois, élaborant ainsi l'un des premiers épisodes de cette vague qui mènerait plus tard à la construction de l'EBM et de l'électro-industriel. La tournée qui suit l'album les voit également jouer au Metropol de Berlin, ce qui les rend très populaires en Allemagne.
Avec Freiheit Fuer Die Sklaven, sorti en 1987 chez Contempo Records, le groupe atteint ce qui allait devenir sa signature. Outre des reprises de Girls and Boys de Prince et de In Heaven de la bande originale d'Eraserhead de David Lynch, l'album contient également l'un des titres destinés à devenir leur classique de la danse, Gimme More (Much More), qui figurera également sur l'EP de 1989 Freedom for the Slaves. Les deux albums sont coproduits par Adrian Sherwood, un ancien collaborateur de groupes tels que Depeche Mode, Einstürzende Neubauten, Skinny Puppy et Cabaret Voltaire.
C'est en 1989 qu'ils passent chez Wax Trax! Records, avec qui ils sortent Gisela, suivi d'une longue tournée aux États-Unis et en Europe qui les installe définitivement sur la scène internationale. L'album Omne Animal Triste Post Coitum, toujours acclamé, clôt leur phase historique en raison du départ du chanteur Alex Spalck, qui s'est installé en Australie après la sortie de l'album. Leur première collaboration avec la Florence Dance Company pour le concert Walpurgis Nacht, dont la première a lieu le 5 juillet à l'amphithéâtre Cascine de Florence, remonte à 1990. De ce concert, les Pankow tirent le 12" du même titre.
En 2002, Maurizio Fasolo et ses associés collaborent au concert de danse contemporaine signé par Karole Armitage et intitulé Night Transmission, produit par Keith Ferrone et Marga Nativo de la Florence Dance Company et présenté au Teatro Goldoni de Florence.
Au début de l'année 2000, Fasolo et Spalck reprennent contact, composant pratiquement sur le web le disque qui sort en 2004 chez Minus Habens Records d'Ivan Iusco avec le titre Life is Offensive and Refuses to Apologise, suivi du single Fuckart (A Symphony for Wankers) qui contient une vidéo réalisée à Recanati pendant le concert du festival Modulor. En 2004, Fasolo et Regi collaborent à nouveau avec la Florence Dance Company pour le concert Excalibur Stories, chorégraphié par Keith Ferrone. 

## Discographie

### Albums studio
- 1983 : Throw Out Rite (Electric Eye)
- 1987 : Freiheit fuer die Sklaven (Contempo Records, ZYX Records)
- 1989 : Gisela (Contempo Records (ITA), Wax Trax! Records (USA), Play It Again Sam (Belgique), Cashbeat (Allemagne))
- 1990 : Omne Animal Triste Post Coitum (Contempo Records, Cashbeat (D), ROIR (USA))
- 1992 : Treue Hunde (Contempo Records, Cargo (USA))
- 1996 : Pankow (Iptarro, BIM (Allemagne))
- 2003 : Life is Offensive and Refuses to Apologise (Minus Habens Records)
- 2007 : Great Minds Against Themselves Conspire (Wheesht)
- 2013 : And Shun The Cure They Most Desire (Out of Line, double album)

### Singles
- 1989 : Gisela / Freiheit Fuer Die Sklaven
- 1991 : Svobody!  (Contempo Records/Gennex)
- 1997 : Wodka, Erdbeeren und weitere Katastrophen (Iptarro/BIM)
- 2005 : The Art of Gentle Revolution (Iptarro Box, 5CD)
- 2011 : Kunst Und Wahnsinn

### EP
- 1984 : Pankow E.P. (Kindergarten Records / PolyGram) (12")
- 1989 : Freedom for the Slaves (mini LP, Wax Trax! (USA))
- 2012 : Hogre (Out of Line
- 2017 : Times (Artoffact Records)
- 2020 : Der Doctor Schnabel von Rom (Contempo Records)